# Ноам Бер
Ноам Бер (нар. 13 жовтня 1975) — колишній ізраїльський тенісист.
Найвищу одиночну позицію світового рейтингу — 127 місце досяг 8 жовтня 2001, парну — 109 місце — 11 жовтня 1999 року.
Здобув 1 одиночний та 14 парних титулів.

## Юніорські фінали турнірів Великого шолома

### Одиночний розряд: 1 (1 поразка)
| Результат | Рік  | Турнір                           | Покриття | Суперник   | Рахунок  |
| --------- | ---- | -------------------------------- | -------- | ---------- | -------- |
| Поразка   | 1992 | Відкритий чемпіонат США з тенісу | Тверде   | Браян Данн | 5–7, 2–6 |

## Фінали турнірів ATP за кар'єру

### Парний розряд: 1 (1 поразка)
| Легенда                         |
| ------------------------------- |
| Турніри Великого шлема (0–0)    |
| Фінали Світового туру ATP (0–0) |
| Серія Мастерс ATP (0–0)         |
| Серія турнірів ATP (0–0)        |
| Світова серія ATP (0–1)         |

| Фінали за покриттям |
| ------------------- |
| Тверде (0–1)        |
| Ґрунт (0–0)         |
| Трава (0–0)         |
| Килим (0–0)         |

| Фінали за типом корту |
| --------------------- |
| Відкритий корт (0–1)  |
| Закритий корт (0–0)   |

| Результат | В-П | Дата     | Турнір             | Рівень        | Покриття | Партнер   | Суперники                      | Рахунок  |
| --------- | --- | -------- | ------------------ | ------------- | -------- | --------- | ------------------------------ | -------- |
| Поразка   | 0–1 | Жов 1996 | Тель-Авів, Ізраїль | Світова серія | Тверде   | Еял Ерліх | Маркос Ондруска Грант Стеффорд | 3–6, 2–6 |

## Фінали ATP Челленджер і ITF Ф'ючерс

### Одиночний розряд: 10 (3–7)
| Легенда              |
| -------------------- |
| ATP Челленджер (1–4) |
| ITF Ф'ючерс (2–3)    |

| Фінали за покриттям |
| ------------------- |
| Тверде (3–5)        |
| Ґрунт (0–1)         |
| Трава (0–0)         |
| Килим (0–1)         |

| Результат | В-П | Дата     | Турнір                | Рівень     | Покриття | Суперник                   | Рахунок             |
| --------- | --- | -------- | --------------------- | ---------- | -------- | -------------------------- | ------------------- |
| Поразка   | 0–1 | Кві 1996 | Фергана, Узбекистан   | Челленджер | Тверде   | Стефан Сіміан              | 6–7, 6–7            |
| Поразка   | 0–2 | Бер 1998 | Ізраїль F1, Яффа      | Ф'ючерс    | Тверде   | Харел Леві                 | 3–6, 2–6            |
| Перемога  | 1–2 | Бер 1999 | Ізраїль F2, Ашкелон   | Ф'ючерс    | Тверде   | Орен Мотевассел            | 6–3, 7–6            |
| Поразка   | 1–3 | Чер 2000 | США F14, Тампа        | Ф'ючерс    | Ґрунт    | Седрік Кауфманн            | 3–6, 3–6            |
| Поразка   | 1–4 | Жов 2000 | Франція F20, Невер    | Ф'ючерс    | Тверде   | Жером Енель                | 7–6(11–9), 5–7, 3–6 |
| Перемога  | 2–4 | Жов 2000 | Бухара, Узбекистан    | Челленджер | Тверде   | Олександр Швець (тенісист) | 4–6, 7–6(7–3), 6–0  |
| Перемога  | 3–4 | Лип 2001 | Туреччина F2, Стамбул | Ф'ючерс    | Тверде   | Дмитро Томашевич           | 6–4, 6–2            |
| Поразка   | 3–5 | Сер 2001 | Бінгемтон, США        | Челленджер | Тверде   | Седрік Кауфманн            | 5–7, 1–6            |
| Поразка   | 3–6 | Лип 2002 | Аптос, США            | Челленджер | Тверде   | Браян Вехели               | 6–2, 3–6, 2–6       |
| Поразка   | 3–7 | Бер 2003 | Кіото, Японія         | Челленджер | Килим    | Міхал Табара               | 2–6, 2–6            |

### Парний розряд: 38 (16–22)
| Легенда                |
| ---------------------- |
| ATP Челленджер (14–16) |
| ITF Ф'ючерс (2–6)      |

| Фінали за покриттям |
| ------------------- |
| Тверде (0–0)        |
| Ґрунт (0–0)         |
| Трава (0–0)         |
| Килим (0–0)         |

| Результат | В-П   | Дата     | Турнір                     | Рівень     | Покриття | Партнер            | Суперники                            | Рахунок                 |
| --------- | ----- | -------- | -------------------------- | ---------- | -------- | ------------------ | ------------------------------------ | ----------------------- |
| Поразка   | 0–1   | Сер 1995 | Бразиліа, Бразилія         | Челленджер | Тверде   | Ліор Мор           | Жан-Філіпп Флер'ян Ніколас Перейра   | 6–7, 2–6                |
| Поразка   | 0–2   | Вер 1995 | Ташкент, Узбекистан        | Челленджер | Ґрунт    | Еял Ран            | Браян Данн Аттіла Шавольт            | 3–6, 2–6                |
| Поразка   | 0–3   | Тра 1996 | Єрусалим, Ізраїль          | Челленджер | Тверде   | Еял Ран            | Невілл Годвін Леандер Паес           | 6–7, 5–7                |
| Поразка   | 0–4   | Лип 1997 | Манчестер, Велика Британія | Челленджер | Трава    | Філіппо Вейльйо    | Марк Петчі Денні Сепсфорд            | 3–6, 7–6, 6–7           |
| Перемога  | 1–4   | Тра 1998 | Єрусалим, Ізраїль          | Челленджер | Тверде   | Еял Ерліх          | Невілл Годвін Девід Нейнкін          | без гри                 |
| Перемога  | 2–4   | Жов 1998 | Самарканд, Узбекистан      | Челленджер | Ґрунт    | Еял Ран            | Андрій Мерінов Андрій Столяров       | 1–6, 6–4, 7–6           |
| Поразка   | 2–5   | Гру 1998 | Ахмадабад, Індія           | Челленджер | Тверде   | Еял Ран            | Ноам Окун Нір Велгрін                | 6–3, 0–6, 4–6           |
| Перемога  | 3–5   | Січ 1999 | Мумбай, Індія              | Челленджер | Тверде   | Еял Ран            | Магеш Бгупаті Гаурав Натекар         | 6–2, 7–6                |
| Перемога  | 4–5   | Лют 1999 | Колката, Індія             | Челленджер | Трава    | Еял Ран            | Баррі Кован Веслі Вайтгаус           | 6–4, 6–7, 6–2           |
| Перемога  | 5–5   | Кві 1999 | Нью-Делі, Індія            | Челленджер | Тверде   | Еял Ран            | Баррі Кован Веслі Вайтгаус           | 6–3, 4–6, 6–4           |
| Поразка   | 5–6   | Тра 1999 | Ешпіню, Португалія         | Челленджер | Ґрунт    | Еял Ран            | Жоан Бальсельс Гастон Етліс          | 3–6, 2–6                |
| Поразка   | 5–7   | Лип 1999 | Кордова, Іспанія           | Челленджер | Тверде   | Еял Ран            | Олег Огородов Івабуті Сатосі         | 3–6, 2–6                |
| Перемога  | 6–7   | Жов 1999 | Тель-Авів, Ізраїль         | Челленджер | Тверде   | Еял Ран            | Амір Хадад Андреу Іліє               | 6–3, 6–2                |
| Перемога  | 7–7   | Жов 1999 | Самарканд, Узбекистан      | Челленджер | Ґрунт    | Андрій Столяров    | Еміліо Бенфеле Альварес Кріс Ґоссенс | 6–7, 6–3, 6–1           |
| Поразка   | 7–8   | Тра 2000 | Єрусалим, Ізраїль          | Челленджер | Тверде   | Еял Ран            | Кевін Ульєтт Невілл Годвін           | 6–7(4–7), 6–7(3–7)      |
| Поразка   | 7–9   | Чер 2000 | Денвер, США                | Челленджер | Тверде   | Енді Рам           | Ліор Мор Джонатан Ерліх              | 4–6, 7–5, 2–6           |
| Поразка   | 7–10  | Лип 2000 | Бристоль, Велика Британія  | Челленджер | Трава    | Еял Ерліх          | Джордан Керр Дамін Робертс           | 3–6, 6–1, 3–6           |
| Перемога  | 8–10  | Лип 2000 | Стамбул, Туреччина         | Челленджер | Тверде   | Еял Ерліх          | Олег Огородов Вадим Куценко          | 6–7(5–7), 6–3, 6–3      |
| Поразка   | 8–11  | Жов 2000 | Франція F19, Плезір        | Ф'ючерс    | Тверде   | Айсам Куреші       | Жульєн Беннето Ніколя Маю            | 3–6, 6–7(5–7)           |
| Перемога  | 9–11  | Жов 2000 | Франція F20, Невер         | Ф'ючерс    | Тверде   | Айсам Куреші       | Девід Абелсон Мартін Штепанек        | 6–2, 6–1                |
| Поразка   | 9–12  | Жов 2000 | Бухара, Узбекистан         | Челленджер | Тверде   | Айсам Куреші       | Олег Огородов Вадим Куценко          | 4–6, 6–7(5–7)           |
| Поразка   | 9–13  | Гру 2000 | Урбана, США                | Челленджер | Тверде   | Майкл Расселл      | Тейлор Дент Марді Фіш                | без гри                 |
| Перемога  | 10–13 | Січ 2001 | США F2, Дельрей-Біч        | Ф'ючерс    | Тверде   | Енді Рам           | Андрей Крачман Ловро Зовко           | 6–4, 6–7(4–7), 7–6(7–4) |
| Поразка   | 10–14 | Січ 2001 | США F3, Галландейл         | Ф'ючерс    | Тверде   | Джорджо Галімберті | Фредерік Ніємеєр Жоселін Робішо      | 6–7(4–7), 3–6           |
| Поразка   | 10–15 | Лют 2001 | Андрезьє-Бутеон, Франція   | Челленджер | Тверде   | Джонатан Ерліх     | Жульєн Беннето Ніколя Маю            | 3–6, 3–6                |
| Перемога  | 11–15 | Бер 2001 | Кіото, Японія              | Челленджер | Килим    | Ноам Окун          | Келлі Ґаллетт Брендон Гоук           | 6–3, 7–5                |
| Перемога  | 12–15 | Бер 2001 | Гамільтон, Нова Зеландія   | Челленджер | Тверде   | Ноам Окун          | Філіппо Мессорі Туомас Кетола        | 7–6(7–4), 6–4           |
| Поразка   | 12–16 | Тра 2001 | Єрусалим, Ізраїль          | Челленджер | Тверде   | Ноам Окун          | Джонатан Ерліх Мікаель Льодра        | 5–7, 6–4, 6–7(2–7)      |
| Поразка   | 12–17 | Тра 2001 | Прага, Чехія               | Челленджер | Ґрунт    | Енді Рам           | Ярослав Левинський Міхал Навратіл    | 3–6, 1–6                |
| Перемога  | 13–17 | Бер 2002 | Гамільтон, Франція         | Челленджер | Тверде   | Джонатан Ерліх     | Жульєн Беннето Ліонель Ру            | без гри                 |
| Перемога  | 14–17 | Кві 2002 | Леон, Мексика              | Челленджер | Тверде   | Ота Фукарек        | Їв Аллегро Александер Васке          | 7–6(8–6), 6–3           |
| Перемога  | 15–17 | Лип 2002 | Гранбі, Канада             | Челленджер | Тверде   | Майкл Джойс        | Тома Дюпре Саймон Ларос              | 6–0, 6–3                |
| Поразка   | 15–18 | Вер 2002 | Стамбул, Туреччина         | Челленджер | Тверде   | Томаш Зіб          | Александар Кітінов Ловро Зовко       | 6–4, 4–6, 2–6           |
| Перемога  | 16–18 | Сер 2003 | Ґрац, Австрія              | Челленджер | Тверде   | Ота Фукарек        | Карстен Браш Юган Ландсберг          | 6–3, 6–2                |
| Поразка   | 16–19 | Лис 2010 | Ізраїль F4, Рамат-га-Шарон | Ф'ючерс    | Тверде   | Тал Ерос           | Кевін Кравіц Сергій Кротюк           | 6–2, 4–6, [5–10]        |
| Поразка   | 16–20 | Чер 2011 | Ізраїль F6, Ашкелон        | Ф'ючерс    | Тверде   | Ігор Смілянський   | Джеймс Класкі Джон-Пол Фруттеро      | 3–6, 0–6                |
| Поразка   | 16–21 | Тра 2012 | Ізраїль F8, Рамат-га-Шарон | Ф'ючерс    | Тверде   | Ноам Окун          | Чжень Ді Маркус Даніелл              | 6–7(1–7), ret.          |
| Поразка   | 16–22 | Тра 2014 | Ізраїль F8, Ашкелон        | Ф'ючерс    | Тверде   | Едан Бакші         | Том Кочевар-Дешман Тімон Райхельт    | 4–6, 4–6                |

## Часовий графік результатів
| W | Ф | ПФ | ЧФ | #Р | КТ | К# | DNQ | A | NH |

### Одиночний розряд
| Турніри Великого шлему                 |     |     |     |     |     |     |     |     |       |     |     |
| Відкритий чемпіонат Австралії з тенісу | К3р |     |     |     | К2р |     | К1р |     | 0 / 0 | 0–0 | –   |
| Відкритий чемпіонат Франції з тенісу   |     |     | К3р | К1р |     | К2р | К1р |     | 0 / 0 | 0–0 | –   |
| Вімблдонський турнір                   | К1р | К1р |     |     | К1р | К1р | К1р | К1р | 0 / 0 | 0–0 | –   |
| Відкритий чемпіонат США з тенісу       | К1р |     | 1р  | К1р | К2р | К2р | К2р |     | 0 / 1 | 0–1 | 0%  |
| В-П                                    | 0–0 | 0–0 | 0–1 | 0–0 | 0–0 | 0–0 | 0–0 | 0–0 | 0 / 1 | 0–1 | 0%  |
| Тур ATP Мастерс 1000                   |     |     |     |     |     |     |     |     |       |     |     |
| Мастерс Канада                         |     |     |     |     |     | 2р  | К2р |     | 0 / 1 | 1–1 | 50% |
| В-П                                    | 0–0 | 0–0 | 0–0 | 0–0 | 0–0 | 1–1 | 0–0 | 0–0 | 0 / 1 | 1–1 | 50% |